# Arábia Saudita nos Jogos Paralímpicos de Verão de 2016
A Arábia Saudita participou dos Jogos Paralímpicos de Verão de 2016, que foram realizados na cidade do Rio de Janeiro, no Brasil, entre os dias 7 e 18 de setembro de 2016.

## Medalhistas
| Atleta        | Esporte   | Prova | Medalha |
| ------------- | --------- | ----- | ------- |
| Hani Alnakhli | Atletismo |       | Bronze  |